# Holod
Holod là một xã thuộc hạt Bihor, România. Dân số thời điểm năm 2002 là 3560 người.